# Kalkbruch Hammerunterwiesenthal
Kalkbruch Hammerunterwiesenthal este o arie protejată (arie specială de conservare — SAC, sit de importanță comunitară — SCI) din Germania întinsă pe o suprafață de 21 ha, integral pe uscat.

## Localizare
Centrul sitului Kalkbruch Hammerunterwiesenthal este situat la coordonatele 50°26′50″N 13°00′12″E / 50.4472°N 13.0033°E.

## Înființare
Situl Kalkbruch Hammerunterwiesenthal a fost declarat sit de importanță comunitară în iunie 2002 pentru a proteja 1 specie de animale. Situl a fost protejat și ca arie specială de conservare în aprilie 2011.

## Biodiversitate
Situată în ecoregiunea continentală, aria protejată conține 5 habitate naturale: Pajiști carstice calcaroase sau bazofile, de Alysso-Sedion albi, Fânețe montane, Grohotișuri silicioase medio-europene, la altitudine înaltă, Grohotișuri medio-europene calcaroase, de la nivel colinar și montan, Pante stâncoase calcaroase cu vegetație casmofită.
La baza desemnării sitului se află o specie protejată de  mamifere: liliac comun (Myotis myotis)